# Bassonge
Die Bassonge, auch als Songye oder Songyé bezeichnet, sind ein afrikanisches Volk, das in der Demokratischen Republik Kongo in der Provinz Lomami lebt. 1985 wurde die Zahl der Bassonge auf zwischen 150.000 und 217.000 geschätzt, die zu beiden Seiten des Lualabaflusses lebten.

## Geschichte
Laut den Überlieferungen der Bassonge gelangten die Bassonge im 15. Jahrhundert an den Oberlauf des Lualaba und unterwarfen die dort lebende Bevölkerung. Im 16. Jahrhundert trennte sich ein Teil der Bassonge vom Stamm ab und bildet seit dieser Zeit das Volk der Baluba.

## Sprache und Stammesverwaltung
Die Sprache der Bassonge ist die Bantusprache Kisongye. Die oberste Gewalt in der traditionellen Stammeskultur ist der Yakitenge. Auf der lokalen Ebene werden die Häuptlinge als Sultani Ya Muti bezeichnet.

## Kultur und Handwerk

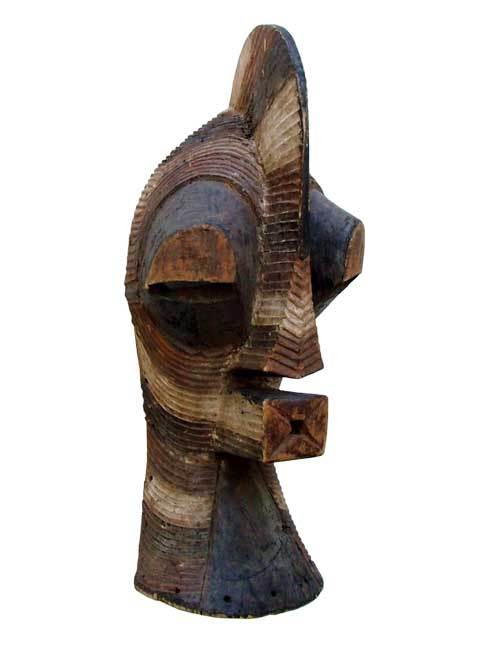
Maske der Songye

Die traditionelle Wirtschaft der Bassonge beruht auf Ackerbau und Viehzucht. Sie sind bekannt für ihre Holzschnitzkunst, die in der Fertigung von Zeremonialmasken, Zaubergestalten wie Nagelfetischen und anderen Gegenständen für die Ausübung von Zeremonien ihre bekanntesten Ausdrucksformen findet. Nur Männer gingen traditionell mit einem vergifteten Pfeil auf die Jagd. Als Signalinstrument verwenden die Jäger meist eine hölzerne Okarina (epudi, Pl. mapudi).